# Dywan kwantowy

Dywan kwantowy
dla cząstki w nieskończonej studni potencjału.
Oś pozioma układu współrzędnych jest położeniem cząstki. Bieżący czas animacji jest zmianą początkowej funkcji falowej dla czasu 0.

W  mechanice kwantowej dywan kwantowy (ang. Quantum carpet) to regularny paraartystyczny wzór rysowany przez ewolucje funkcji falowej lub gęstość prawdopodobieństwa  w przestrzeni iloczynu kartezjańskiego  położenia cząstki kwantowej i czasu lub w czasoprzestrzeni przypominający wzór artystyczny na zwykłym dywanie. Jest wynikiem interferencji funkcji falowej samej ze sobą podczas jej oddziaływania z odbijającymi warunkami brzegowymi. Np. w nieskończonej studni potencjału po rozpływaniu się początkowo dobrze zlokalizowanej gausowskiej funkcji falowej w środku studni poszczególne części funkcji falowej zaczynają się przekrywać i wzajemnie zaburzać po odbiciu lub oddziaływaniu z brzegami. Geometria dywanu kwantowego jest wyznaczona przez ułamkowe ożywienia funkcji falowej, których zmiana rzędu w czasie prowadzi do regularnych wzorów i liniowych wygaszeń.